# Columnea inaequilatera
Columnea inaequilatera är en tvåhjärtbladig växtart som beskrevs av Eduard Friedrich Poeppig. Columnea inaequilatera ingår i släktet Columnea och familjen Gesneriaceae. Inga underarter finns listade i Catalogue of Life.